# Индепенденс (Кентаки)
Индепенденс (енгл. Independence) град је у америчкој савезној држави Кентаки.

## Демографија
По попису из 2010. године број становника је 24.757, што је 9.775 (65,2%) становника више него 2000. године.
| Група             | 2000.          | 2010.          |
| Белци             | 14.454 (96,5%) | 23.294 (94,1%) |
| Афроамериканци    | 144 (1,0%)     | 418 (1,7%)     |
| Азијати           | 60 (0,4%)      | 204 (0,8%)     |
| Хиспаноамериканци | 173 (1,2%)     | 447 (1,8%)     |
| Укупно            | 14.982         | 24.757         |